# Gelsomina Verde
Gelsomina Verde (Napoli, 5 dicembre 1982 – Napoli, 21 novembre 2004) è stata una vittima della camorra.

## La vicenda
Torturata e uccisa a soli ventuno anni nel pieno della cosiddetta prima faida di Scampia, dopo le sevizie il corpo venne dato alle fiamme all'interno della sua auto. Il suo nome ha inoltre designato il processo tenutosi contro alcuni esponenti del clan Di Lauro.
Si è ipotizzato che il cadavere della giovane donna, uccisa con tre colpi di pistola alla nuca dopo ore di torture, sia stato bruciato per nascondere le tracce dello scempio inflittole: l'omicidio, infatti, colpì notevolmente l'opinione pubblica per le sue modalità efferate e per il fatto che Gelsomina era del tutto estranea agli ambienti criminali. La ragazza lavorava infatti come operaia in una fabbrica di pelletteria e nel tempo libero si occupava di volontariato: la sua unica "colpa" era quella di essere stata legata sentimentalmente per un breve periodo a un ragazzo, Gennaro Notturno, entrato in seguito a far parte del cosiddetto cartello degli scissionisti di Secondigliano; tale relazione si era peraltro conclusa diversi mesi prima del suo assassinio.
La storia della ragazza è stata raccontata nel romanzo Gomorra di Roberto Saviano, mentre nella prima stagione della serie televisiva omonima è presente un personaggio, Manu (interpretato da Denise Perna), a lei ispirato, che appare nel nono episodio intitolato per l'appunto Gelsomina Verde. La vicenda della ragazza è narrata anche nel libro Nella terra di Gomorra di Tonino Scala.

## Il processo
La famiglia di Gelsomina si è costituita parte civile nel procedimento penale che si è concluso il 4 aprile 2006 con la condanna all'ergastolo per Ugo De Lucia, considerato uno dei più efferati sicari del clan Di Lauro nonché l'esecutore materiale dell'omicidio, e la condanna a sette anni e quattro mesi a Pietro Esposito, membro del clan Di Lauro, colui che innescò la trappola a Gelsomina Verde.
Si legge nella sentenza depositata il 3 luglio 2006:
In altre parole, pur non indulgendo in considerazioni sociologiche, o peggio, moraleggianti (omissis) non può non rilevarsi che nessun cittadino del quartiere di Secondigliano e dintorni, nel corso delle indagini, e prima ancora che esplodesse la cruenta faida di Scampia, abbia invocato, con denuncia o altro modo possibile, l'aiuto e l'intervento dell'autorità.
Sembra, e si vuole rimarcarlo senza ombra di enfasi, che ad alcuno dei superstiti e parenti delle vittime, specie se ancora residenti a Secondigliano, è mai interessato chiedere ed ottenere giustizia, instaurare un minimo, anche informale, livello di collaborazione con le forze dell'ordine, tentare, in vari modi, di conoscere i possibili responsabili, ma è evidente che solo arroccandosi tutti dietro un muro di impenetrabile silenzio, hanno visto garantita la propria vita»
Il 13 dicembre 2008 Cosimo Di Lauro è stato condannato all'ergastolo per l'omicidio di Gelsomina Verde perché ritenuto mandante dell'omicidio.
L'11 marzo 2010 lo stesso Di Lauro, pur non ammettendo la responsabilità del delitto, ha risarcito la famiglia di Gelsomina con la somma di trecentomila euro, importo che aveva incassato da un premio assicurativo per un incidente occorsogli quando era adolescente. In seguito al risarcimento la famiglia della vittima ha rinunciato a costituirsi parte civile.
Nel dicembre 2010 Cosimo Di Lauro è stato assolto dall'accusa di essere il mandante dell'omicidio.
Nel luglio 2023, a distanza di quasi 19 anni dal delitto, sono stati arrestati Luigi De Lucia, il cugino di Ugo De Lucia, ovvero il boia del clan Di Lauro, e Pasquale Rinaldi, i quali sono ritenuti anche loro dagli inquirenti gli esecutori materiali dell'omicidio.

## Memoria
- Nel dicembre 2012 le è stata dedicata un'aiuola nel quartiere Fuorigrotta a Napoli[25].
- Nel luglio 2013 viene pubblicato il libro Fiore...come me della giornalista Giuliana Covella, che racconta, in un intero capitolo, la storia di Gelsomina[26].
- Nel 2015 a Vittoria (Ragusa) gli studenti dell'Istituto Comprensivo "San Biagio" le hanno dedicato il laboratorio musicale della scuola[27].